# Premio Roberval
Il Premio Roberval (nell'originale francese Prix Roberval) è un premio letterario francese istituito nel 1986, creato dallUniversité de technologie de Compiègne e viene assegnato ogni anno per incoraggiare la produzione, in francese, il cui soggetto è dedicato a spiegare la tecnologia. Dalla creazione del premio ad ora, sono stati esaminati più di 3.000 opere provenienti da oltre 25 paesi. Nella precedente edizione, sono state presentate 344 opere di 514 autori.

## Il premio
Dal 1987, vengono assegnati quattro premi, per il Premio del grande pubblico, Premio per l'istruzione superiore, Premio televisione e Premio multimedia. Invece per il 20 ° anno del premio, la cerimonia che di solito si tiene nel mese di novembre è stata rinviata a gennaio dell'anno dopo e così coloro che avrebbero dovuto essere i vincitori del 2006 sono stati poi scelti come destinatari nel 2007.

## Albo d'oro

### Premio Roberval del grande pubblico
| Anno | Autore(i) | Il lavoro premiato                                                                              | Edizione                                                                |
| ---- | --- | ----------------------------------------------------------------------------------------------- | ----------------------------------------------------------------------- |
| 2024 | Axel Cypel | Voyage au bout de l’IA. Ce qu'il faut savoir sur l'intelligence artificielle                    | De Boeck                                                                |
| 2023 | Julien Bobroff | Bienvenue dans la nouvelle révolution quantique                                                 | Parigi : Flammarion                                                     |
| 2022 | Aline Richard Zivohlava | La saga CRISPR – La révolution génétique qui va changer notre espèce                            | Parigi : Flammarion                                                     |
| 2021 | Francis Rocard | Dernières nouvelles de Mars                                                                     | Parigi : Flammarion                                                     |
| 2020 | Anatole Lécuyer | Votre cerveau est un super-héros                                                                | Parigi : Humensciences                                                  |
| 2019 | Matthieu Combe | Survivre au péril plastique. Des solutions à tous les niveaux                                   | Parigi : Rue de l'échiquier                                             |
| 2018 | Étienne Guyon, José Bico, Étienne Reyssat, Benoît Roman | Du merveilleux caché dans le quotidien                                                          | Parigi : Flammarion                                                     |
| 2017 | Vincent Tardieu | Agriculture connectée. Arnaque ou remède                                                        | Parigi : Belin                                                          |
| 2016 | Christian Duquennoi | Les déchets, du big bang à nos jours                                                            | Versailles : Editions QUAE                                              |
| 2015 | Attilio Rigamonti, Andrey Varlamov, Jacques Villain | Le kaléidoscope de la physique                                                                  | Parigi : Belin                                                          |
| 2014 | Yaël Nazé | Voyager dans l'espace                                                                           | CNRS éditions                                                           |
| 2013 | Bernard Valeur | La couleur dans tous ses éclats                                                                 | Parigi : Belin                                                          |
| 2011 | Étienne Guyon, Alice Pédregosa, Roland Poss, Dominique Rojat, Béatrice Salviat, Jean-Claude Tolédano, Bernard Valeur, Thomas Widemann                                        | Matière et matériaux, de quoi est fait le monde?                                                | Parigi : Belin Pour la Science                                          |
| 2010 | Romain Anger, Laëtitia Fontaine | Bâtir en terre. Du grain de sable à l'architecture                                              | Parigi: Belin                                                           |
| 2009 | Cédric Ray, Jean-Claude Poizat | La physique par les objets quotidiens                                                           | Parigi : Belin Pour la Science                                          |
| 2008 | Jean-Louis Pautrat | Des puces, des cerveaux et des hommes: quand l'électronique dialogue avec le cerveau            | Fayard                                                                  |
| 2007 | Marie-France Conus, Diana Cooper-Richet, Sébastien Cordeau, Gérard Dumont, Jean-François Eck, Jean- Louis Escudier, Odette Hardy-Hémery, Yves Le Maner, Agnès Mirambet-Paris | 10 mars 1906, Compagnie de Courrières : enquête sur la plus grande catastrophe minière d'Europe | Lewarde : Centre historique minier du Nord-Pas-de-Calais                |
| 2005 | Philippe de La Cotardière, Michel Crozon, Jean-Paul Dekiss, Gabriel Gohau, Alexandre Tarrieu                                                                                 | Jules Verne, de la science à l'imaginaire                                                       | Parigi: Larousse                                                        |
| 2004 | Ivan Grinberg | L'Aluminium : un si léger métal                                                                 | Parigi: Gallimard                                                       |
| 2003 | Jean-Louis Pautrat | Demain le nanomonde, voyage au cœur du minuscule                                                | Parigi: Fayard                                                          |
| 2002 | Jean-Marc Jancovici | L'avenir climatique, quel temps ferons-nous ?                                                   | Parigi: Le Seuil                                                        |
| 2001 | Yves Gautier | La Science au présent 2001                                                                      | Parigi: Encyclopædia Universalis                                        |
| 2000 | Bertrand Jordan | Les Imposteurs de la génétique                                                                  | Parigi: Le Seuil                                                        |
| 1999 | Jacques Villain | À la conquête de la Lune                                                                        | Parigi: Larousse                                                        |
| 1998 | Pierre Barboza | Les nouvelles images                                                                            | Parigi: Cité des Sciences et de l'Industrie-Somogy                      |
| 1997 | Jean Dhombres e Nicole Dhombres | Lazare Carnot                                                                                   | Parigi: Fayard                                                          |
| 1996 | Michel Rival | Les apprentis sorciers                                                                          | Parigi: Le Seuil                                                        |
| 1995 | Claudine Cohen | Le Destin du mammouth                                                                           | Parigi: Le Seuil                                                        |
| 1994 | Jacques Arsac | La Science et le sens de la vie                                                                 | Parigi: Fayard                                                          |
| 1993 | Jacques Blamont | Le Chiffre et le songe : histoire politique de la découverte                                    | Parigi: Odile Jacob                                                     |
| 1992 | Bruno Latour | Aramis, ou l'amour des techniques                                                               | La Découverte                                                           |
| 1991 | La collection EXPLORA |                                                                                                 | Presses-Pocket et la Cité des Sciences et de l'Industrie de La Villette |
| 1990 | Robert Kandel | Le Devenir des climats                                                                          | Hachette                                                                |
| 1989 | Bernard Cervelle | Spot, des yeux braqués sur la Terre                                                             | Presses du CNRS                                                         |
| 1988 | Patrick Lagadec | États d'urgence - Défaillances technologiques et déstabilisation sociale                        | Le Seuil                                                                |
| 1987 | Marcel Blanc | L'ère de la génétique                                                                           | La Découverte                                                           |

#### Premio Speciale
| Anno | Autore(i)                                                 | Il lavoro premiato                                                                                 | Edizione                                                               |
| ---- | --------------------------------------------------------- | -------------------------------------------------------------------------------------------------- | ---------------------------------------------------------------------- |
| 2023 | Olivier Lascar                                            | Enquête sur Elon Musk, l’homme qui défie la science                                                | Éditions Alisio                                                        |
| 2016 | Libero Zuppiroli                                          | Traité de la matière                                                                               | Losanna (Svizzera) : Presses Polytechniques et Universitaires Romandes |
| 2011 | Michel Mitov                                              | Matière sensible : mousses, gels, cristaux liquides et autres miracles                             | Parigi : éditions du Seuil                                             |
| 2010 | Pierre Zweiacker                                          | Vivre dans les champs magnétiques                                                                  | Focus                                                                  |
| 2009 | Serge Gracieux, Laure Salès                               | La conquête spatiale                                                                               | Parigi : Fleurus                                                       |
| 2008 | Bertrand Barré, Pierre-René Bauquis                       | L' énergie nucléaire, comprendre l'avenir                                                          | Strasburgo : Éditions Hirlé                                            |
| 2008 | Pierre Langlois                                           | Sur la route de l'électricité : les piles électriques et l'électricité dynamique                   | Québec : Éditions Multimondes                                          |
| 2007 | Delphine Grinberg                                         | Expériences pour rouler                                                                            | Parigi: Nathan                                                         |
| 2005 | Daniel Ichbiah                                            | Les Robots                                                                                         | Ginevra : Minerva                                                      |
| 2004 | Pierre René Bauquis, Emmanuelle Bauquis                   | Pétrole & gaz naturel, comprendre l'avenir                                                         | Éditions HIRLE                                                         |
| 2003 | Michel Cotte                                              | Le Canal du Midi                                                                                   | Parigi: Belin-Herscher                                                 |
| 2000 | Roger Drapon, Jacques Potus, France Laplume, Pierre Potus | Notre pain quotidien                                                                               | Parigi: Antenne Générale de Publication                                |
| 2000 | Pierre Bacher                                             | Quelle énergie pour demain ?                                                                       | Parigi: Nucléon                                                        |
| 1999 | Ariane Mallender                                          | Écrire pour le multimédia                                                                          | Parigi: Dunod                                                          |
| 1997 | Yves Gautier                                              | La science au présent 1997 : Annuel des sciences et techniques                                     | Parisgi: Encyclopædia Universalis                                      |
| 1997 | Yves Gautier                                              | La Terre, une planète active                                                                       | Parigi: Larousse Bordas                                                |
| 1995 | Christian Huitema                                         | Et Dieu créa l'Internet                                                                            | Parigi: Eyrolles                                                       |
| 1993 | Yves Gautier et Didier Lavergne                           | La Science au présent                                                                              | Parigi: Encyclopædia Universalis                                       |
| 1991 | Jean Dhombres                                             | Un musée dans sa ville - Sciences, industries et société dans la région nantaise XVIIIè-XXè siècle | Ouest Éditions                                                         |

### Premio Roberval per l'istruzione superiore
| Anno | Autore(i)                                                                         | Il lavoro premiato                                                                            | Edizione                                                    |
| ---- | --------------------------------------------------------------------------------- | --------------------------------------------------------------------------------------------- | ----------------------------------------------------------- |
| 2024 | Josée Fortin, Roger Doucet, Onil Samuel                                           | La protection intégrée des cultures                                                           | Edizione Berger                                             |
| 2023 | Emilien Pelletier                                                                 | Précis d'écotoxicologue marine. Pour la suite de nos océans                                   | Edizione Lavoisier Tec & Doc                                |
| 2022 | Roland Salesse                                                                    | Le cerveau cuisinier. Petites leçons de neurogastronomie                                      | Edizione Quæ                                                |
| 2021 | Christian Lannou, Dominique Roby, Virginie Ravigné, Benoit Moury, Mourad Hannachi | L'immunité des plantes. Pour des cultures résistantes aux maladies                            | Versailles : QUAE                                           |
| 2016 | Daniel Babot, Véronique Massardier-Jourdan                                        | La physique autour de nous – de l’observation à l’innovation                                  | Losanna : Presses polytechniques et universitaires romandes |
| 2015 | Jacques Woillez                                                                   | Systèmes diphasiques. Eléments fondamentaux et applications industrielles                     | Cachan : Lavoisier                                          |
| 2014 | Jean-Claude Amiard                                                                | Le risque radioactif. Devenir des radionucléides dans l'environnement et impacts sur la santé | Cachan : Lavoisier                                          |
| 2013 | Pierre-Alain Roche, Jacques Miquel, Éric Gaume                                    | Hydrologie quantitative Processus, modèles et aides à la décision                             | Parigi : Springer-Verlag                                    |
| 2011 | Christophe Gourdon, Martine Poux, Patrick Cognet                                  | Génie des procédés durables : du concept à la concrétisation industrielle                     | Parigi : Dunod                                              |
| 2010 | Jean-Paul Lebet e Manfred A. Hirt                                                 | Ponts en acier - Conception et dimensionnement des ponts métalliques et mixtes acier-béton    | Losanna: Presses Polytechniques et Universitaires Romandes  |
| 2009 | Bruno Scherrer                                                                    | Biostatistique                                                                                | Montréal : Gaëtan Morin                                     |
| 2008 | Philippe Houdy, Catherine Bréchignac, Marcel Lahmani                              | Les nanosciences. 2. Nanomatériaux et nanochimie                                              | Parigi : Belin                                              |
| 2007 | Aurèle Parriaux                                                                   | Géologie : bases pour l'ingénieur                                                             | Losanna : Presse Polytechniques et Universitaires Romandes  |
| 2005 | Caroline Kovarski                                                                 | L'opticien lunetier, guide théorique et pratique                                              | Parigi: Tec et Doc                                          |
| 2004 | Éric Filiol                                                                       | Les virus informatiques                                                                       | Parigi: Springer-Verlag                                     |
| 2003 | Sigrid Reiter, André de Herde                                                     | L'éclairage naturel des bâtiments                                                             | Namur : Ministère de la Région Wallonne                     |
| 2002 | Jean-Jacques Bimbenet, Albert Duquenoy, Gilles Trystram                           | Génie des procédés alimentaires, des bases aux applications                                   | Parigi: Dunod                                               |
| 2001 | Jean-Paul Baïlon, Jean-Marie Dorlot                                               | Des matériaux                                                                                 | Montréal : Presses Internationales Polytechnique            |
| 2000 | Michel-Claude Girard, Colette-Marie Girard                                        | Traitement des données de télédétection                                                       | Parigi: Dunod                                               |
| 1999 | Claude Flanzy                                                                     | Œnologie : fondements scientifiques et technologiques                                         | Parigi: Tec et Doc                                          |
| 1998 | Étienne Guyon, Jean-Pierre Hulin                                                  | Granites et fumées : un peu d'ordre dans le mélange                                           | Parigi: Odile Jacob                                         |
| 1997 | Henri Heslot                                                                      | L'ingénierie des protéines et ses applications                                                | Parigi: Technique et Documentation Lavoisier                |
| 1996 | André Fortin                                                                      | Analyse numérique pour ingénieurs                                                             | Montréal: École polytechnique de Montréal                   |
| 1995 | Guy Pujolle                                                                       | Les réseaux                                                                                   | Parigi: Eyrolles                                            |
| 1994 | François Pruvot                                                                   | Conception et calcul des machines-outils                                                      | Losanna: Presses polytechniques et universitaires romandes  |
| 1993 | Robert Perrin e Jean-Pierre Scharff                                               | Chimie industrielle                                                                           | Masson                                                      |
| 1992 | Louis Racine, Georges A. Legault e Luc Begin                                      | Éthique et ingénierie                                                                         | Éditions McGRAW-HILL Canada                                 |
| 1991 | Jean-Pierre Banatre                                                               | La programmation parallèle                                                                    | Eyrolles                                                    |
| 1990 | Paul Lacombe, Bernard Baroux, Gérard Béranger                                     | Les Aciers inoxydables                                                                        | Éditions de physique                                        |
| 1989 | Daniel Gay                                                                        | Matériaux composites                                                                          | Hermès                                                      |
| 1988 | Lucien Borel                                                                      | Thermodynamique et énergétique                                                                | Presses polytechniques et universitaires romandes           |
| 1987 | Yvon Gardan                                                                       | La CFAO, introduction, technique et mise en œuvre                                             | Hermès                                                      |

#### Premio Speciale
| Anno | Autore(i)                                                                      | Il lavoro premiato                                                                                            | Edizione                                                             |
| ---- | ------------------------------------------------------------------------------ | --- | -------------------------------------------------------------------- |
| 2024 | Cathie Ventalon, Sylvain Gigan                                                 | Imager l’invisible avec la lumière Comment l’optique moderne révolutionne l’imagerie du vivant                | EDP Sciences                                                         |
| 2021 | Régis Le Maitre, Jean-Christophe Kraemer                                       | Lexique aéronautique : Les aéronefs, le pilote et l'environnement. 1000 mots traduits, expliqués et illustrés | Tolosa : Cépaduès                                                    |
| 2013 | Beat Oertli, Pierre-André Frossard                                             | Mares et étangs : Écologie, gestion, aménagement et valorisation                                              | Losanna : Éditions Presses polytechniques et universitaires romandes |
| 2010 | Franck Samouelian, Valérie Gaudin e Martine Boccara                            | Génétique moléculaire des plantes                                                                             | Versailles (Francia) : Éditions Quæ                                  |
| 2009 | Jean-Claude Martin                                                             | Incendies et explosions d'atmosphères                                                                         | Losanna : Presses polytechniques et Universitaires Romandes          |
| 2008 | Romain Jeantet, Thomas Croguennec, Gérard Brulé, Pierre Schuck                 | Science des aliments : biochimie, microbiologie, procédés, produits                                           | Cachan : Tec et Doc Lavoisier                                        |
| 2007 | Jean-Paul Vandecasteele                                                        | Microbiologie pétrolière : concepts, implications environnementales, applications industrielles               | Parigi : Technip                                                     |
| 2007 | Pierre-Gilles de Gennes, David Quéré, Françoise Brochard-Wyart                 | Gouttes, bulles, perles et ondes                                                                              | Parigi: Belin                                                        |
| 2005 | Jean-Yves Legall                                                               | Engins, techniques et méthodes des pêches maritimes                                                           | Parigi: Tec et Doc                                                   |
| 2005 | Raoul Calvet                                                                   | Les Pesticides dans le sol                                                                                    | Parigi: France agricole                                              |
| 2004 | Claude Marche                                                                  | Barrages, crues de rupture et protection civile                                                               | Presses internationales polytechnique                                |
| 2004 | Jean-Pierre Melcion, Jean-Luc Ilari                                            | Technologies des pulvérulents dans les IAA                                                                    | Parigi: Tec et Doc                                                   |
| 2003 | André Bazergui, André Biron, Thang Bui-Quoc, Charles Laberge, Georges McIntyre | Résistance des matériaux er recueils de problèmes                                                             | Mont-Royal, Québec : Presses internationales polytechniques          |
| 2003 | Martine Le Meste, Denise Simatos, Denis Lorient                                | L'Eau dans les aliments                                                                                       | Parigi: Tec et Doc                                                   |
| 2002 | Philippe Coussot, Jean-Louis Grossiord                                         | Comprendre la rhéologie : de la circulation du sang à la prise du béton                                       | Les Ulis : EDP Sciences                                              |
| 2002 | Joseph Michel Perez                                                            | Matériaux non cristallins et science du désordre                                                              | Losanna: Presses polytechniques et universitaires romandes           |
| 2001 | Patrick Chassaing                                                              | Turbulence en mécanique des fluides                                                                           | Tolosa : Cépaduès                                                    |
| 2001 | Manfred Hirt, Michel Crisinel                                                  | Charpentes métalliques : conception et dimensionnement des halles et bâtiments                                | Losanna: Presses polytechniques et universitaires romandes           |
| 2000 | René Scriban                                                                   | Biotechnologie                                                                                                | Parigi: Tec et Doc                                                   |
| 1999 | Michel Rappaz, Michel Bellet, Michel Deville                                   | Modélisation numérique en science et génie des matériaux                                                      | Losanna: Presses Polytechniques et Universitaires Romandes           |
| 1999 | Jean-Claude Geffroy, Gilles Motet                                              | Sûreté de fonctionnement des systèmes informatiques                                                           | Parigi: Interéditions                                                |
| 1998 | Joseph Lieto                                                                   | Le génie chimique à l'usage des chimistes                                                                     | Parigi: Technique et Documentation Lavoisier                         |
| 1994 | Danielle Quarante                                                              | Éléments de design industriel                                                                                 | Parigi: Polytechnica                                                 |

### Premio Roberval Televisione
| Anno | Autore(i)                                                                         | Il lavoro premiato                                     | Produttore                                                                                         | Diffusione                                                              |
| ---- | --------------------------------------------------------------------------------- | ------------------------------------------------------ | -------------------------------------------------------------------------------------------------- | ----------------------------------------------------------------------- |
| 2024 | Thierry Fessard et Hugo Hernandez                                                 | Tour, Ponts, Gares : Le génie de Gustave Eiffel révélé | Coproduction RMC Production et Kwanka avec la participation de RMC Découverte et Histoire TV       |                                                                         |
| 2023 | Martin Gorst                                                                      | James Webb, voyage aux origines de l’univers           | Windfall Films, en coproduction avec France TV, Warner Bros. et NHK                                |                                                                         |
| 2022 | Hugues Demeude                                                                    | La fabrique du temps                                   | Grand Angle Productions avec France Télévisions                                                    |                                                                         |
| 2021 | Pierre Bressiant                                                                  | Puits de carbone, une chance pour le climat            | Meudon : CNRS IMAGES                                                                               |                                                                         |
| 2018 | Martin Gortz                                                                      | Le nouveau sarcophage de Tchernobyl                    | Nova, Windfall Films, con la partecipazione di France Télévisions, BBC, WGBH Boston, PBS, NHK, N24 |                                                                         |
| 2017 | Jean-Christophe Ribot                                                             | L'odyssée Rosetta                                      | Parigi : Look at Sciences - Vincent Gaullier                                                       |                                                                         |
| 2016 | François-Xavier Vives, Antoine Bamas                                              | Un monde en plis, le code origami                      | Parigi (Francia) : La Compagnie des Taxi-Brousse                                                   | Diffusé par                                                             |
| 2015 | André Bernard, Yves Levesque                                                      | Un géant dans l’orchestre                              | Montréal (Canada) : Découverte – Société radio Canada                                              | Diffusé par Radio Canada                                                |
| 2014 | André Bernard, Chantal Theoret, Pier Gagne, Danny Lemieux                         | La tragédie de Lac-Mégantic                            | Montréal: Société Radio-Canada                                                                     | Diffusé par Radio Canada                                                |
| 2013 | Jean-François Desmarchelier, Patrice Goldberg                                     | Pas à Pas                                              | Bruxelles : RTBF, pour l'émission Matière grise.                                                   | Diffusé par la RTBF                                                     |
| 2011 | Henri De Gerlache                                                                 | Les ailes du Soleil                                    | Parigi (Francia) : Gédéon programmes                                                               | Diffuso da Arte                                                         |
| 2010 | Charles-Antoine De Rouvre, Jérôme Scemla                                          | Bienvenue dans le nanomonde, Du micro au Nano          | Parigi (Francia) : La Compagnie des Taxi Brousse                                                   | Distribuito da France 5                                                 |
| 2009 | Véronique Kleiner, Jean-Pierre Krief                                              | Les trames du futur                                    | Arte KS Vision                                                                                     | Distribuito da Arte                                                     |
| 2008 | François Hubert, Goldberg                                                         | Chaussure à son pied                                   | Bruxelles : RTBF, pour l'émission Matière grise.                                                   | Distribuito da RTBF                                                     |
| 2007 | Jérôme Scemla                                                                     | Les océanautes                                         | Parigi : Agat Films & Cie                                                                          | Distribuito da Arte                                                     |
| 2005 | Frédéric Courant, Jamy Gourmaud, Luc Baudonnière, Thibault Martin, Bernard Gonner | Le viaduc de Millau, les sorciers font le pont         | Parigi: RIFF International production                                                              | Per La rivista C'est Pas Sorcier' distribuito da France 3               |
| 2004 | Frédéric Courant, Jamy Gourmaud                                                   | Les pneus : les sorciers mettent la pression           | France 3/Riff International Productions                                                            | Per La rivista C'est Pas Sorcier' distribuito da France 3               |
| 2003 | Lise Lorrain, Daniel Caron                                                        | Arctique canadien : Terre de feu                       | Montréal : Société Radio-Canada.                                                                   | Per La rivista Découverte distribuito da Société Radio-Canada           |
| 2002 | Jeannita Richard, Mario Masson                                                    | Les sables bitumineux de l'Alberta                     | Montréal: Société Radio-Canada                                                                     | Per La rivista Découverte distribuito da Société Radio-Canada           |
| 2001 | François Dianga                                                                   | Le "Tombé"                                             | Brazzaville : François Dianga                                                                      | Télévision Congolaise                                                   |
| 2000 | Guy Parent                                                                        | Les nouveaux alchimistes                               | Montréal: Production ACPAV                                                                         | Per La rivista Le Tour du monde, distribuito da Télé-Québec             |
| 1999 | Mario Masson, Yves Lévesque                                                       | Hibernia, la merveille de la mer                       | Montréal: Société Radio-Canada                                                                     | Per La rivista Découverte distribuito da Radio-Canada                   |
| 1998 | Ramdane Issaad, Akela Sari                                                        | Jongleurs d'atomes                                     | Parigi: Point du Jour                                                                              | la Sept/Arte                                                            |
| 1997 | François Luxereau, Gilles Sevastos                                                | 01                                                     | Parigi: Ex Nihilo                                                                                  | Arte                                                                    |
| 1996 | Olivier Chevillard, Frédéric Courant, Bernard Gonner, Jamy Gourmaud, Xavier Roy   | Les Ponts                                              | Parigi: Lazennec-Bretagne                                                                          | Per La rivista C'est Pas Sorcier' distribuito da France 3               |
| 1995 | Thierry Nolin, Élise Lucet                                                        | L'Homme réparéréalisé, réalisé par Michel Treguer      | Parigi: France 3                                                                                   | Per La rivista Nimbus, distribuito da France 3                          |
| 1994 | Jean-François Delassus                                                            | Le bout du tunnel                                      | Parigi: France 3                                                                                   | Per La rivista Envoyé spécial, distribuito da France 3                  |
| 1993 | Gérard Lafont e Joëlle Miau                                                       | L'ordinateur                                           | CAMERAS CONTINENTALES et l'AUPELF/UREF                                                             | Per La rivista Connaissance de la science, trasmesso da TV5 EUROPE      |
| 1992 | Jérôme Bonaldi                                                                    | Dis Jérôme (Le four à micro-ondes)                     | Canal+                                                                                             | Canal+                                                                  |
| 1991 | Michel Cugno                                                                      | Les yeux du ciel                                       | Télévision suisse romande                                                                          | Per La rivista TELESCOPE', trasmesso dalla Televisione Svizzera Romande |
| 1989 | Dominique Simonnet                                                                | Drôle de Planète                                       | GMT Productions                                                                                    | ANTENNE 2                                                               |
| 1988 | Jérôme Lefdup                                                                     | Gène interdit                                          | prodotto da l'INSERM                                                                               | nel set Recherche à suivre, trasmesso da Canal+ e Antenne 2             |

#### Premio Speciale
| Anno | Autore(i)                                                                                          | Il lavoro premiato                                  | Produttore                                                                   | Diffusione                                                                        |
| ---- | -------------------------------------------------------------------------------------------------- | --------------------------------------------------- | ---------------------------------------------------------------------------- | --------------------------------------------------------------------------------- |
| 2018 | Pascal Guérin                                                                                      | Le mystérieux volcan du Moyen Âge                   | Meudon (Francia) : KWANZA productions + CNRS Images + ARTE                   |                                                                                   |
| 2015 | Guillaume Jupin                                                                                    | Voir le cerveau penser                              | la Plaine Saint Denis (Francia) : AB productions                             |                                                                                   |
| 2011 | Patrice Goldberg, Tatiana Schmitz                                                                  | Cuisine solaire                                     | Bruxelles (Belgique) : RTBF Patrice Goldberg, Pour le magazine Matière Grise | Diffuso da RTBF                                                                   |
| 2010 | Gilles Provost, Pierre Tonietto                                                                    | Le pont Champlain est-il sécuritaire?               | Montréal (Canada) : Société Radio-Canada Pour le magazine Découverte         | Diffuso da SRC                                                                    |
| 2009 | Patrice Goldberg, Felice Gasperoni, Benjamin Luypaert, Tristan Bourlard                            | Paradis Blanc                                       | Bruxelles : RTBF, per l'emissione di Matière grise.                          | Trasmesso dalla RTBF                                                              |
| 2009 | Danièle Carrière, Chantal Théorêt                                                                  | Airbus A-380, le plus gros avion civil au monde     | Montréal : Société Radio-Canada                                              | per la rivista Découverte, trasmesso dalla Radio-Canada                           |
| 2005 | Jean-Pierre Mirouze                                                                                | L'Homme-machine                                     | Meudon : Flight Movie, CNRS Images                                           | Per la serie Images et sciences, Mutations et métamorphoses trasmesso da France 5 |
| 2003 | Roland Goerg, Gérard Louvin                                                                        | Une affaire de cœur                                 | Ginevra : Roland Goerg                                                       | per la rivista Territoire 21, trasmesso dalla Televisione Svizzera Romande        |
| 2002 | Yves Lévesque, Gilles Provost                                                                      | L'autopsie d'une catastrophe                        | Montréal: Société Radio-Canada                                               | per la rivista Découverte, trasmesso dalla Radio-Canada                           |
| 2002 | Christophe Prédignac, Jean-René Barillère, Vincent Gaullier                                        | Piliers et pieds dans l'eau                         | Parigi : Ex Nihilo                                                           | per la rivista Archimède, trasmesso da Arte                                       |
| 2001 | Frédéric Courant, Jamy Gourmaud, Bernard Gonner, Éric Thiéry, Jean-Michel Chauveau, Lorraine Subra | Le clonage                                          | Parigi: France 3                                                             | per la rivista C'est pas sorcier, trasmesso da France 3                           |
| 2000 | Frédéric Courant, Jamy Gourmaud, Bernard Gonner, Franck Chaudemanche, Françoise Thiaville          | La grande lessive                                   | Parigi: France 3 et RIFF International Production                            | per la rivista C'est pas sorcier, trasmesso da France 3                           |
| 1998 | Martine Allain-Regnault, François de Closets, Laure Baudouin                                       | Dépanner le cerveau                                 | Parigi: France 2 et 17 Juin Productions                                      | per la rivista Savoir Plus Santé, trasmesso da France 2                           |
| 1996 | Benelim Djimadoumbaye                                                                              | La brique stabilisée pour une nouvelle architecture | N'Djamena: Télé Tchad                                                        | Télé-Tchad                                                                        |

### Premio Roberval Multimediale
| Data | Autore(i) | Il lavoro premiato                                                              | Editore                                                                     |
| ---- | --- | ------------------------------------------------------------------------------- | --------------------------------------------------------------------------- |
| 2011 | François Demerliac | http://www.universcience.tv/media/2506/des-vaisseaux-sanguins-en-polymeres.html | Parigi (Francia) : Universcience                                            |
| 2010 | Clovis Darrigan | scienceamusante.net                                                             | Pau (Francia) : Anima-Science                                               |
| 2009 | Pierre-André Magnin, Derek Christie | Energie-environnement.ch                                                        | Neuchâtel : Services de l'énergie et de l'environnement des cantons romands |
| 2008 | Jean-Yves Lejeune | L'univers de la fonderie                                                        | Centre Technique des Industries de la Fonderie                              |
| 2007 | Mathieu Sabarly | Engrenages et manivelles : voyage au cœur des sciences et techniques            | Salins-les-Bains : Musées des Techniques et Cultures comtoises              |
| 2005 | Daniel Tardy, Jacques Rouxel, Bernadette Cazin                                                                                                   | Les Conseils du professeur Chimico sur les risques chimiques                    | Parigi : INRS                                                               |
| 2004 | Nicolas Goldzahl, Raphaël Kahn, Jean-Charles Couderc, Laure Ricote, Abderrahim Nouaiti                                                           | Les prouesses de l'architecture                                                 | VM Group                                                                    |
| 2003 | Stéphane Delaitre | Béton : patrimoine et architecture                                              | Parigi La Défense: Cimbéton                                                 |
| 2002 | André Sippel | CD2i-3D                                                                         | Sarreguemines : Pierron Multimédia                                          |
| 2001 | Arnaud Galisson, Gabrielle Landrac, Xavier Lagrange                                                                                              | La Téléphonie mobile en questions                                               | Parigi: InfoTronique                                                        |
| 2000 | Stéphane Girerd, Véronique Leclerc, Olivier Letodé                                                                                               | Comprendre le goût                                                              | Digione : Éducagri                                                          |
| 1999 | Georges Charpak, Bella Bouaziz, Coco Djossou, Robert Germinet, Josiane Hamy, Yves Janin, Ludovic Klein, Carl Rauch, Alain Schmitt, Henri Verdier | L'eau dans la vie quotidienne : la main à la pâte                               | Parigi: Odile Jacob Multimédia, École des Mines de Nantes et Jeulin         |
| 1998 | Pierre-François Boselli | Le génie d'Édison                                                               | Malakoff: TLC-Édusoft                                                       |
| 1997 | Michel Agnola, Jacques Cassard, André Gardies e Christian Straboni                                                                               | Le cinéma des Lumière                                                           | Parigi: CAPAProduction                                                      |

#### Premio Speciale
| Data | Autore(i)                                                                                      | Il lavoro premiato                                                                      | Editore                                                                      |
| ---- | ---------------------------------------------------------------------------------------------- | --------------------------------------------------------------------------------------- | ---------------------------------------------------------------------------- |
| 2008 | Christophe Filliette                                                                           | La lumière et les technologies d'éclairage                                              | Parigi : Ellipses                                                            |
| 2007 | Thierry Thomasset                                                                              | Tout sur les unités de mesure                                                           | Compiègne : Thierry Thomasset                                                |
| 2001 | Roland Bechmann, Pascal Vimenet, Bernard Prieur Smester, Michael Lagoutte, Jacqueline Chiffert | Le carnet de Villard de Honnecourt : l'art et les techniques d'un constructeur gothique | Parigi: Hexagramm, Bibliothèque nationale de France, Montparnasse multimédia |
| 1999 | André Sippel                                                                                   | CD2i : Cours de dessin industriel interactif                                            | Sarreguemines : Pierron Entreprise                                           |
| 1997 | Maryvonne Pellay                                                                               | Arts et Métiers : l'album du Musée                                                      | Parigi: Production La Forêt et Musée National des Techniques du CNAM         |

## Altre ricompense

### Premio speciale per leInformazioni sulle tecnologie e della comunicazione
| Data | Autore(i)                        | Il lavoro premiato                                                       | Editore o produttore            | Diffusione                                       |
| ---- | -------------------------------- | ------------------------------------------------------------------------ | ------------------------------- | ------------------------------------------------ |
| 2009 | Francis Pisani, Dominique Piotet | Comment le web change le monde                                           | Parigi : Pearson Education      |                                                  |
| 2008 | Antoine De Clerck                | Les dessous d'Internet : au fil de l'électricité, histoire de comprendre | Parigi: Ellipses                |                                                  |
| 2007 | Hélène Naud, Daniel Carrière     | L'acteur virtuel                                                         | Montréal : Société Radio-Canada | La rivista Découverte, trasmesso da Radio-Canada |

### Trofeo del 20º anno
"Questi trofei sono in onore del 20º anno per un autore, due editori e due spettacoli di rivista per l'eccezionale qualità e coerenza nella loro produzione e il loro contributo attivo alla diffusione della conoscenza tecnologica."
- Yves Gautier
- Patrick Fenouil per Tech & Doc Lavoisier
- Olivier Babel per les Presses polytechniques et universitaires romandes (PPUR)
- Mario Masson per le magazine Découverte
- Jamy Gourmaud, Sabine Quindou, Frédéric Courant e tutta l'équipe di C'est pas sorcier

### Premio Editore
Il premio è stato organizzato nel 1987.
- Vincitore 1987: La société d'édition Technique et Documentation Lavoisier
- Menzione Speciale 1987: MODULO Éditeur (Canada).